# Уитбред, Зак
Зак Бе́нджамин Уи́тбред (англ. Zak Benjamin Whitbread; родился 4 марта 1984, Хьюстон, Техас) — американский футболист, защитник.

## Карьера
Зак родился в США, однако большую часть своей жизни прожил за пределами страны. Если не считать пяти лет, проведённых в Сингапуре, где его отец тренировал местную национальную сборную, его семья постоянно живёт в Англии. Хотя Зак вырос в Мерсисайде, он болел за «Манчестер Юнайтед», однако его отец решил, что Зак должен пойти в Академию «Ливерпуля». Уитбред прошёл в ней обучение, и в 2003 году стал игроком резерва. За два следующих года он несколько раз выходил в составе «Ливерпуля» на матчи Лиги чемпионов и домашних кубков, однако в лиге дебютировать так и не смог. Зато он активно вызывался в сборную США (до 20 лет), с которой принял участие в молодёжном чемпионате мира в 2003 году.
В сезоне 2005/06 он отправился в аренду в «Миллуолл», и новый тренер «львов» оказался столь впечатлён им, что выкупил контракт футболиста у «Ливерпуля». В июне 2006 года Зак Уитбред заключил постоянное соглашение с «Миллуоллом». С 2010 года играл за «Норвич Сити».